# Kołodziej

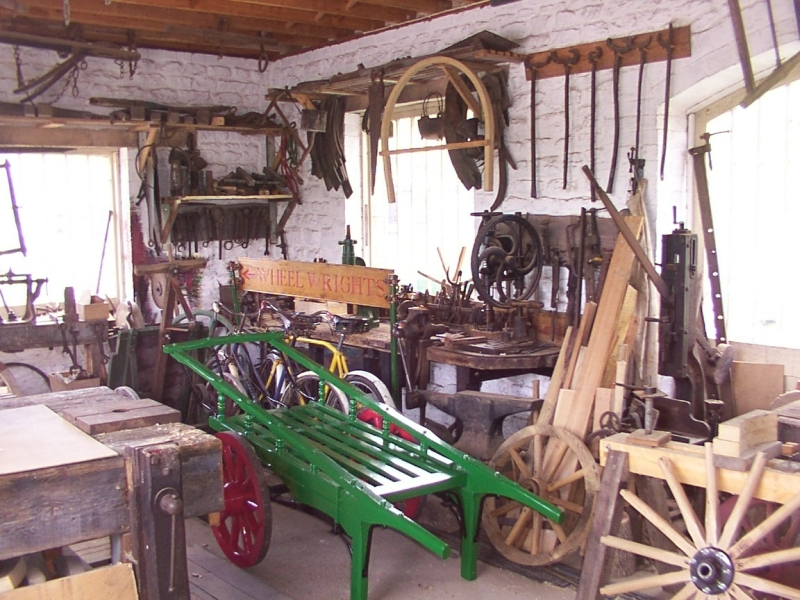
Warsztat kołodzieja w muzeum

Kołodziej, stelmach (z niem. Stellmacher) – rzemieślnik zajmujący się wyrobem drewnianych wozów i kół.

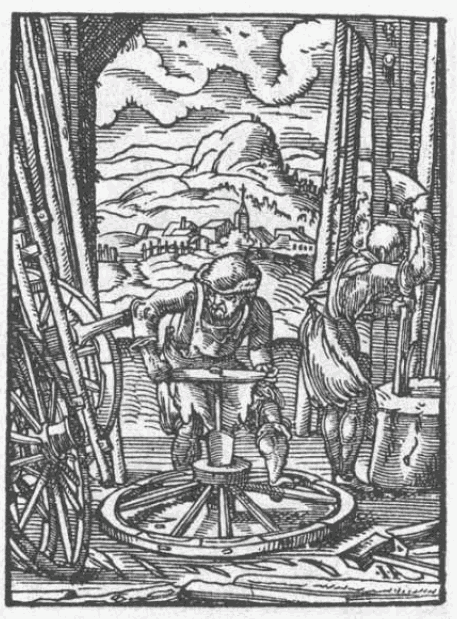
Kołodziej (XVI wiek)

Po zbudowaniu drewnianej części wozu przekazywano go do okucia kowalowi (który wykonywał części metalowe).